# Sad Pod ďáblickou hvězdárnou
Sad Pod ďáblickou hvězdárnou v Ďáblicích v Praze se rozkládá severovýchodně od hvězdárny mezi ulicemi Květnová a K Ovčínu.

## Historie
Sad vznikl z bývalé zahrady soukromého domu na přilehlém holém svahu. K původním vzrostlým ovocným stromům vysázeným v nepravidelném sponu byly dosazeny hrušně; staré suché stromy jako takzvané "mrtvé dřevo" jsou v sadu ponechány.
Podloží tvoří buližník. Kromě ovocných stromů zde rostou také břízy a javory a na nejvíce obnaženém skalním podloží v horní části sadu také duby.

## Parametry
- Celková rozloha: 0,9 ha
- Počet stromů: 48 (r. 2019)
- Odrůdy:
  - hrušeň: Charneuská, Nagevicova, Amanliská, Konference
  - mimo hrušně zde rostou také staré slivoně, jabloně, třešně a ořešáky
- Ovoce k natrhání: ano[1]